# 마작 (드라마)
《마작》(중국어: 麻雀, 병음: Máquè)은 2016년 방송되었던 중국의 드라마이다.

## 소개
- 1940년대 중국 상하이시에서 일본의 침략에 대항하기 위해 설립된 조직의 일원으로서의 모습과 사랑에 관한 이야기

## 등장 인물

### 주요 인물
- 리이펑 : 천선(陈深) 역
- 저우둥위 : 쉬비청(徐碧城) 역
- 장루이 : 비중량(毕忠良) 역
- 장뤄윈 : 탕산하이(唐山海) 역
- 칸칭쯔 : 리샤오난(李小男) 역
- 인정 : 쑤싼싱(苏三省) 역

### 기타 인물
- 리샤오란 : 선추샤(沈秋霞) 역
- 왕진쑹 : 리모췬(李默群) 역
- 류자퉁 : 류메이나(柳美娜) 역
- 왕완쥐안 : 류란즈(刘兰芝) 역
- 스차오 : 류얼바오(刘二宝) 역
- 우윈페이 : 타오다춘(陶大春) 역
- 양정 : 볜터우(扁头) 역
- 천관닝 : 첸 비서(钱秘书) 역
- 거젠광 : 쩡수(曾树) 역
- 류다웨이 : 가게사(影佐) 역